# Dream Part.01
"Dream Part.01" é o quarto extended play do grupo masculino sul-coreano Astro, lançado pela Fantagio Music. O EP foi lançado em 29 de maio de 2017 em todas as plataformas digitais e físicas, contendo 8 faixas incluindo a canção título "Baby".

## Lançamento
O mini álbum foi anunciado pela gravadora no dia 10 de maio de 2017, por meio de uma postagem em uma rede social contendo o título, a data de lançamento e um "moving teaser". Além disso, foi confirmado que o EP seria lançado com duas versões: day e night. No dia seguinte foi publicado uma imagem com a programação do comeback, contendo informações sobre a data de liberação de fotos, faixas e pré-venda. Dois teasers do vídeo oficial da música Baby foram anunciados, liberados no dia 19 e 25 de maio do mesmo ano. A lista de faixas foi liberada em 21 de maio, no formado de um menu de bebidas, contendo oito faixas incluindo a canção título, "Baby". Os membros Jinjin e Rocky participaram da criação da letra de todas as músicas presentes do mini.
O álbum foi lançado no dia 29 de maio de 2017, às 12PM no horário de Seul, juntamente com o vídeo musical da música "Baby", durante um especial gravado no canal da MNET com os integrantes do grupo. Às 8PM do mesmo dia, o grupo apresentou algumas canções do mini-álbum durante um showcase de lançamento, exibido pelo VLive.

## Alinhamento de faixas
| N.º            | Título                      | Compositor(es)                               | Produtor(es)    | Duração |  |
| 1.             | "Dreams Come True"          | Iggy Youngbae, Jin Jin, Rocky                | Iggy Youngbae   | 3:32    |  |
| 2.             | "Baby"                      | CODE 9, Jin Jin, Rocky                       | CODE 9          | 3:22    |  |
| 3.             | "You Smile" (니가 웃잖아)   | Glorious Faces, Jin Jin, Rocky               | Glorious Faces  | 3:27    |  |
| 4.             | "Because It's You" (너라서) | Glorious Faces, Jin Jin, Rocky               | Glorious Faces  | 3:42    |  |
| 5.             | "Dream Night"               | CHKmate, OBROS, Jin Jin, Rocky               | CHKmate, OBROS  | 3:15    |  |
| 6.             | "I'll Be There"             | OBROS, OBROS2, Jin Jin, Rocky                | OBROS           | 3:06    |  |
| 7.             | "Lie" (다 거짓말)           | Iggy Youngbae, Jin Jin, Rocky                | Iggy Youngbae   | 3:21    |  |
| 8.             | "Every Minute"              | Stephan Elfgren, Chris Meyer, Jin Jin, Rocky | Stephan Elfgren | 3:22    |  |
| Duração total: | Duração total:              | Duração total:                               | Duração total:  | 27:07   |  |

## Desempenho nas paradas musicais
| Parada musical (2017)               | Melhor posição |
| ----------------------------------- | -------------- |
| Coreia do Sul (Gaon)                | 1              |
| Estados Unidos (World Albums Chart) | 6              |
| Japão (Oricon Albums Chart)         | 34             |
| Taiwan (Five Music Albums Chart)    | 1              |

| Parada musical (2016) | Melhor posição |
| --------------------- | -------------- |
| Coreia do Sul (Gaon)  | 3              |

## Histórico de lançamento
| País          | Data               | Gravadora | Formato             |
| ------------- | ------------------ | --------- | ------------------- |
| Coreia do Sul | 29 de maio de 2017 | Fantagio  | Download digital CD |
| Mundo         | 29 de maio de 2017 | Fantagio  | Download digital    |